# Propulsão
A propulsão é a geração de força por qualquer combinação de empurrar ou puxar para modificar o movimento de translação de um objeto, que normalmente é um corpo rígido (ou um corpo rígido articulado), mas também pode dizer respeito a um fluido. O termo é derivado de duas palavras latinas: pro, que significa antes ou para frente; e pellere, que significa dirigir. Um sistema de propulsão consiste em uma fonte de energia mecânica e um propulsor (meio de converter essa energia em força propulsiva).
Tocar uma corda de violão para induzir uma translação vibratória é tecnicamente uma forma de propulsão da corda do violão; isso não é comumente descrito neste vocabulário, embora os músculos humanos sejam considerados para impulsionar as pontas dos dedos. O movimento de um objeto que se move através de um campo gravitacional é afetado pelo campo, e dentro de alguns quadros de referência os físicos falam do campo gravitacional gerando uma força sobre o objeto, mas por razões teóricas profundas, os físicos agora consideram o caminho curvo de um objeto movendo-se livremente através do espaço-tempo como moldado pela gravidade como um movimento natural do objeto, não afetado por uma força propulsora (nesta visão, a maçã caindo é considerada não propulsada, enquanto o observador da maçã em pé no chão é considerado impulsionado pela força reativa da superfície da Terra).
Os sistemas de propulsão biológica usam os músculos de um animal como fonte de energia e membros como asas, barbatanas ou pernas como propulsores. Um sistema tecnológico usa um motor como fonte de energia (comumente chamado de motor) e rodas e eixos, hélices ou um bico propulsor para gerar a força. Componentes como embreagens ou caixas de engrenagens podem ser necessários para conectar o motor a eixos, rodas ou hélices. Um sistema tecnológico / biológico pode usar trabalho muscular humano ou animal treinado para alimentar um dispositivo mecânico.
Pequenos objetos, como balas, impulsionados em alta velocidade são conhecidos como projéteis; Objetos maiores impulsionados em alta velocidade, muitas vezes em voo balístico, são conhecidos como foguetes ou mísseis.
Influenciar o movimento rotacional também é tecnicamente uma forma de propulsão, mas na fala, um mecânico automotivo pode preferir descrever os gases quentes em um cilindro do motor como impulsionando o pistão (movimento de translação), que aciona o virabrequim (movimento de rotação), o virabrequim então aciona as rodas (movimento de rotação) e as rodas impulsionam o carro para frente (movimento de translação). Na fala comum, a propulsão está associada ao deslocamento espacial mais fortemente do que as formas de movimento contidas localmente, como rotação ou vibração. Como outro exemplo, as tensões internas em uma bola de beisebol rotativa fazem com que a superfície da bola de beisebol viaje ao longo de uma trajetória senoidal ou helicoidal, o que não aconteceria na ausência dessas forças internas; essas forças atendem à definição técnica de propulsão da mecânica newtoniana, mas não são comumente faladas nesta linguagem.

## Propulsão veicular

### Propulsão no ar
Um sistema de propulsão de aeronave geralmente consiste em um motor de aeronave e alguns meios para gerar empuxo, como uma hélice ou um bico propulsivo. Um sistema de propulsão de aeronave deve alcançar duas coisas. Primeiro, o empuxo do sistema de propulsão deve equilibrar o arrasto do avião quando o avião está em cruzeiro. E segundo, o empuxo do sistema de propulsão deve exceder o arrasto do avião para que o avião acelere. Quanto maior a diferença entre o empuxo e o arrasto, chamada de excesso de empuxo, mais rápido o avião acelerará. Algumas aeronaves, como aviões comerciais e aviões de carga, passam a maior parte de sua vida em condições de cruzeiro. Para esses aviões, o excesso de empuxo não é tão importante quanto a alta eficiência do motor e o baixo uso de combustível. Como o empuxo depende tanto da quantidade de gás movido quanto da velocidade, podemos gerar alto empuxo acelerando uma grande massa de gás em uma pequena quantidade ou acelerando uma pequena massa de gás em uma grande quantidade. Devido à eficiência aerodinâmica das hélices e ventiladores, é mais eficiente em termos de combustível acelerar uma grande massa em uma pequena quantidade, e é por isso que turbofans e turboélices de alto bypass são comumente usados em aviões de carga e aviões. Algumas aeronaves, como aviões de combate ou aeronaves experimentais de alta velocidade, requerem um excesso de empuxo muito alto para acelerar rapidamente e superar o alto arrasto associado a altas velocidades. Para esses aviões, a eficiência do motor não é tão importante quanto o empuxo muito alto. As aeronaves de combate modernas geralmente têm um pós-combustor adicionado a um turbofan de baixo bypass. Futuras aeronaves hipersônicas podem usar algum tipo de propulsão ramjet ou foguete.

### Solo
A propulsão no solo é qualquer mecanismo para impulsionar corpos sólidos ao longo do solo, geralmente para fins de transporte. O sistema de propulsão geralmente consiste em uma combinação de um motor ou motor, uma caixa de engrenagens e roda e eixos em aplicações padrão.

### Maglev
Maglev (derivado de levitação magnética) é um sistema de transporte que usa levitação magnética para suspender, guiar e impulsionar veículos com ímãs, em vez de usar métodos mecânicos, como rodas, eixos e rolamentos. Com o maglev, um veículo é levitado a uma curta distância de um caminho guia, usando ímãs para criar sustentação e empuxo. Alega-se que os veículos Maglev se movem de forma mais suave e silenciosa e exigem menos manutenção do que os sistemas de transporte de massa com rodas. Alega-se que a não dependência do atrito também significa que a aceleração e a desaceleração podem superar em muito as formas de transporte existentes. A energia necessária para a levitação não é uma porcentagem particularmente grande do consumo total de energia; A maior parte da energia usada é necessária para superar a resistência do ar (arrasto), como em qualquer outra forma de transporte de alta velocidade.

### Propulsão marítima
A propulsão marítima é o mecanismo ou sistema usado para gerar empuxo para mover um navio ou barco através da água. Embora remos e velas ainda sejam usados em alguns barcos menores, a maioria dos navios modernos é impulsionada por sistemas mecânicos que consistem em um motor ou motor girando uma hélice, ou menos frequentemente, em motores a jato, um impulsor. A engenharia naval é a disciplina preocupada com o projeto de sistemas de propulsão marítima. Os motores a vapor foram os primeiros motores mecânicos usados na propulsão marítima, mas foram substituídos principalmente por motores a diesel de dois ou quatro tempos, motores de popa e motores de turbina a gás em navios mais rápidos. Reatores nucleares que produzem vapor são usados para impulsionar navios de guerra e quebra-gelos, e houve tentativas de utilizá-los para alimentar embarcações comerciais. Motores elétricos têm sido usados em submarinos e barcos elétricos e foram propostos para propulsão com eficiência energética.  O desenvolvimento recente de motores movidos a gás natural liquefeito (GNL) está ganhando reconhecimento por suas baixas emissões e vantagens de custo.

### Espaço
A propulsão de espaçonaves é qualquer método usado para acelerar naves espaciais e satélites artificiais. Existem muitos métodos diferentes. Cada método tem desvantagens e vantagens, e a propulsão de espaçonaves é uma área ativa de pesquisa. No entanto, a maioria das espaçonaves hoje é impulsionada forçando um gás da parte traseira / traseira do veículo em alta velocidade através de um bico supersônico de Laval. Esse tipo de motor é chamado de motor de foguete. Todas as espaçonaves atuais usam foguetes químicos (bipropelente ou combustível sólido) para o lançamento, embora alguns (como o foguete Pegasus e o SpaceShipOne) tenham usado motores de respiração de ar em seu primeiro estágio. A maioria dos satélites tem propulsores químicos simples e confiáveis (geralmente foguetes monopropelente) ou foguetes resistojet para manutenção da estação orbital e alguns usam rodas de impulso para controle de atitude. Os satélites do bloco soviético usam propulsão elétrica há décadas, e as espaçonaves ocidentais mais recentes em geo-órbita estão começando a usá-las para manutenção de estações norte-sul e elevação de órbita. Os veículos interplanetários também usam principalmente foguetes químicos, embora alguns tenham usado propulsores de íons e propulsores de efeito Hall (dois tipos diferentes de propulsão elétrica) com grande sucesso.

### Teleférica
Um teleférico é qualquer um de uma variedade de sistemas de transporte que dependem de cabos para puxar os veículos ou abaixá-los a uma taxa constante. A terminologia também se refere aos veículos nesses sistemas. Os teleféricos são sem motor e sem motor e são puxados por um cabo que é girado por um motor fora da placa.

## Animal
A locomoção animal, que é o ato de autopropulsão de um animal, tem muitas manifestações, incluindo correr, nadar, pular e voar. Os animais se movem por vários motivos, como encontrar comida, um companheiro ou um microhabitat adequado e escapar de predadores. Para muitos animais, a capacidade de se mover é essencial para a sobrevivência e, como resultado, as pressões seletivas moldaram os métodos e mecanismos de locomoção empregados pelos organismos em movimento. Por exemplo, animais migratórios que viajam grandes distâncias (como a andorinha-do-mar do Ártico) normalmente têm um mecanismo de locomoção que custa muito pouca energia por unidade de distância, enquanto animais não migratórios que frequentemente precisam se mover rapidamente para escapar de predadores (como sapos) provavelmente têm locomoção cara, mas muito rápida. O estudo da locomoção animal é normalmente considerado um subcampo da biomecânica.
A locomoção requer energia para superar o atrito, o arrasto, a inércia e a gravidade, embora em muitas circunstâncias alguns desses fatores sejam insignificantes. Em ambientes terrestres, a gravidade deve ser superada, embora o arrasto do ar seja muito menos problemático. Em ambientes aquosos, no entanto, o atrito (ou arrasto) torna-se o maior desafio, com a gravidade sendo menos preocupante. Embora os animais com flutuabilidade natural não precisem gastar muita energia mantendo a posição vertical, alguns afundam naturalmente e devem gastar energia para se manterem à tona. O arrasto também pode representar um problema em voo, e as formas corporais aerodinamicamente eficientes dos pássaros destacam esse ponto. O voo apresenta um problema diferente do movimento na água, pois não há como um organismo vivo ter densidade menor que o ar. Organismos sem membros que se movem em terra geralmente precisam lidar com o atrito da superfície, mas geralmente não precisam gastar energia significativa para neutralizar a gravidade.
A terceira lei do movimento de Newton é amplamente utilizada no estudo da locomoção animal: se estiver em repouso, para avançar, um animal deve empurrar algo para trás. Os animais terrestres devem empurrar o solo sólido; Animais nadadores e voadores devem empurrar contra um fluido (água ou ar). O efeito das forças durante a locomoção no design do sistema esquelético também é importante, assim como a interação entre locomoção e fisiologia muscular, para determinar como as estruturas e efetores da locomoção permitem ou limitam o movimento do animal.

## Referencias
1. 1 2 3 4 5 6 7 8 9 10 11 12 13  Wragg, David W. (1974). A Dictionary of Aviation (1st American ed.). New York: Frederick Fell, Inc. p. 216. ISBN 0-85045-163-9
2. 1 2 3 4 5 6 7 8 9 10 11 12 13  Beginner's Guide to Propulsion NASA".
3. 1 2 3 4 5 6 7 8 9 10 11 12 13  Wragg, David W. (1973). A Dictionary of Aviation first ed. [S.l.]: Osprey. p. 216. ISBN 9780850451634
4. 1 2 3 4 5 6 7 8 9 10 11 12 13  «ENERGY EFFICIENT - ALL ELECTRIC SHIP». web.archive.org. 17 de maio de 2009. Consultado em 11 de agosto de 2024
5. 1 2 3 4 5 6 7 8 9 10 11 12 13  Biewener, Andrew A. (19 de junho de 2003). Animal Locomotion (em inglês). [S.l.]: OUP Oxford